# Castrocontrigo
Castrocontrigo – gmina w Hiszpanii, w prowincji León, w Kastylii i León, o powierzchni 194,49 km². W 2011 roku gmina liczyła 895 mieszkańców.